# Abby Ghent
Abby Ghent (* 25. September oder Februar oder Mai 1992 in Vail (Colorado)) ist eine ehemalige US-amerikanische Skirennläuferin.

## Biografie

### Herkunft, Ausbildung und Privatleben
Abby Ghent kam im alpinen Skisportzentrum Vail im US-Bundesstaat Colorado zur Welt und wuchs in der nahen Kleinstadt Edwards auf. Sie ist die Tochter von Karen und Brad Ghent und wuchs in einer sportbegeisterten Familie auf. Ihre Mutter war Mitglied des US-Ski-Teams, der Vater und die Schwester Erika gehörten der Ski-Mannschaft der University of Colorado an und wurden jeweils in das All-American-Team aufgenommen, und die Schwester Christa sicherte sich zwei Juniorentitel bei den nationalen Meisterschaften im Radsport.
Abby Ghent besuchte die Vail Ski and Snowboard Academy in Minturn, unweit ihrer Heimatstadt. 2016 immatrikulierte sie sich an der University of Utah in Salt Lake City. Dort schloss sie im Frühjahr 2020 mit einem Bachelor of Science in Umweltnachhaltigkeitsstudien sowie einem Bachelor of Arts in International Studies ab. Im Juli 2019 heiratete sie ihren langjährigen Lebensgefährten, den kanadischen Skirennläufer Dustin Cook.

### Sportliche Karriere
Am 14. Dezember 2008 debütierte sie im kanadischen Panorama Mountain Village im Nor-Am Cup und belegte in einem Super-G-Rennen den 33. Rang. Sie war bis Februar 2017 in dieser Rennserie aktiv und gehörte dort zwischen 2011 und 2015 zu den dominierenden Athletinnen. Ihr gelangen 15 Podestplatzierungen und drei Siege. Darüber hinaus konnte sie sich in diesem Zeitraum bei sechs Disziplinenwertungen zum Saisonabschluss Podestplätze sichern – zweimal in Folge gewann sie die Super-G-Wertung. In der Saison 2011/12 musste sie sich in der Gesamtwertung lediglich ihrer Landsfrau Julia Ford geschlagen geben und die Saison 2012/13 beendete sie auf dem dritten Gesamtrang.
Im österreichischen Bad Kleinkirchheim startete Ghent am 11. Januar 2012 erstmals im Europacup und belegte in der Abfahrt den 14. Rang. Bis Ende Januar 2016 nahm sie an 27 Rennen teil und erreichte am 14. Januar gleichen Jahres bei der Abfahrt in Altenmarkt-Zauchensee mit dem dritten Platz hinter Breezy Johnson und Kira Weidle ihr bestes Ergebnis. Zwar trat Ghent im Rahmen des Riesenslaloms am 24. November 2012 in Aspen (Colorado) zum ersten Mal zu einem Wettbewerb des Weltcups an, konnte sich dort aber noch nicht qualifizieren. Ihr Debüt glückte ihr wenige Tage später am 30. November beim Abfahrtsrennen im kanadischen Lake Louise, wo sie den 51. Platz belegte. Sie startete bis Ende Februar 2016 bei 17 Weltcup-Rennen, kam dabei allerdings nicht über einen 36. Rang hinaus und konnte somit nie Weltcup-Punkte sammeln, die nur bis Rang 30 vergeben werden.
Darüber hinaus nahm Ghent an drei Juniorenweltmeisterschaften teil: 2011 im Schweizerischen Crans-Montana, 2012 im italienischen Roccaraso und 2013 im kanadischen Québec. Ihr bestes Ergebnis war dabei ein sechster Platz im Super-G 2012.

## Erfolge

### Nor-Am Cup
- 15 Podestplätze, davon 3 Siege:

| Datum            | Ort             | Land   | Disziplin |
| ---------------- | --------------- | ------ | --------- |
| 5. Dezember 2012 | Copper Mountain | USA    | Abfahrt   |
| 18. März 2013    | Squaw Valley    | USA    | Super-G   |
| 14. März 2014    | Nakiska         | Kanada | Super-G   |

| Saison  | Gesamt | Gesamt | Abfahrt | Abfahrt | Super-G | Super-G | Riesenslalom | Riesenslalom | Slalom | Slalom | Kombination | Kombination |
| Saison  | Platz  | Punkte | Platz   | Punkte  | Platz   | Punkte  | Platz        | Punkte       | Platz  | Punkte | Platz       | Punkte      |
| ------- | ------ | ------ | ------- | ------- | ------- | ------- | ------------ | ------------ | ------ | ------ | ----------- | ----------- |
| 2008/09 | 104.   | 012    | –       | –       | 65.     | 01      | 55.          | 03           | 86.    | 0      | 36.         | 08          |
| 2009/10 | 024.   | 215    | 18.     | 063     | 09.     | 110     | 44.          | 028          | 68.    | 09     | 33.         | 05          |
| 2010/11 | 08.    | 562    | 09.     | 106     | 05.     | 240     | 12.          | 128          | 49.    | 28     | 05.         | 60          |
| 2011/12 | 02.    | 830    | 02.     | 130     | 02.     | 267     | 03.          | 291          | 26.    | 56     | 04.         | 86          |
| 2012/13 | 03.    | 723    | 03.     | 275     | 08.     | 214     | 11.          | 165          | 37.    | 33     | 16.         | 36          |
| 2013/14 | 07.    | 569    | 06.     | 146     | 01.     | 256     | 11.          | 167          | –      | –      | –           | –           |
| 2014/15 | 011.   | 407    | 11.     | 048     | 01.     | 276     | 28.          | 061          | –      | –      | 22.         | 22          |
| 2015/16 | 024.   | 238    | 05.     | 171     | 17.     | 040     | 75.          | 05           | 54.    | 22     | –           | –           |
| 2016/17 | 062.   | 052    | –       | –       | –       | –       | 28.          | 046          | 63.    | 06     | –           | –           |

### Europacup
- Saison 2011/2012: 140. Gesamtwertung, 45. Abfahrtswertung
- Saison 2012/2013: 128. Gesamtwertung, 38. Abfahrtswertung
- Saison 2013/2014: 157. Gesamtwertung, 61. Abfahrtswertung, 61. Super-G-Wertung
- Saison 2014/2015: 122. Gesamtwertung, 31. Super-G-Wertung
- Saison 2015/2016: 70. Gesamtwertung, 19. Abfahrtswertung, 54. Super-G-Wertung
- 1 Podestplatz

### FIS-Rennen
- 24 Podestplätze, davon 1 Sieg